# Костарони (Рим)
Костарони је насеље у Италији у округу Рим, региону Лацио.
Према процени из 2011. у насељу је живело 1439 становника. Насеље се налази на надморској висини од 131 м.